# Anjelica Huston
Anjelica Huston (født 8. juli 1951) er en amerikansk skuespiller og instruktør.
Hun er datter af filminstruktøren John Huston. For sin rolle som "Maerose Prizzi" i filmen Prizzi's Honor (på dansk Familiens ære) vandt hun en Oscar for bedste kvindelige birolle. Huston har også spillet rollen som "Morticia" i Familien Addams-filmene. I de senere år har hun blandt andet også spillet i Wes Andersons The Royal Tenenbaums og The Life Aquatic with Steve Zissou.

## Udvalgt filmografi
- Postbudet ringer altid to gange (1981) – Madge
- Prizzi's Honor (1985) – Maerose Prizzi
- Familien Addams (1991) – Morticia Addams
- Det bli'r i familien Addams (1993) – Morticia Addams
- For evigt (1998) – Rodmilla
- The Royal Tenenbaums (2001) – Etheline Tenenbaum
- The Life Aquatic with Steve Zissou (2004) – Eleanor Zissou
- The Darjeeling Limited (2007) – Patricia Whitman
- 50/50 (2011) – Diane Lerner
- John Wick 3: Parabellum (2019)